# Марчино
Марчино (мкд. Марчино) је насеље у Северној Македонији, у источном делу државе. Марчино је у саставу општине Пробиштип.

## Географија
Марчино је смештено у источном делу Северне Македоније. Од најближег града, Пробиштипа, насеље је удаљено 4 km северно.
Насеље Марчино се налази у историјској области Злетово, на јужним падинама Осоговских планина. Надморска висина насеља је приближно 720 метара. 
Месна клима је планинска због знатне надморске висине.

## Становништво
Марчино је према последњем попису из 2002. године имало 26 становника.
Претежно становништво у насељу су етнички Македонци (100%).
Већинска вероисповест месног становништва је православље.